# Мичел (град, Орегон)
Мичел (на английски: Mitchell) е град в окръг Уийлър, щата Орегон, САЩ. Мичел е с население от 170 жители (2000) и обща площ от 3,1 km². Намира се на 846,4 m надморска височина. ЗИП кодът му е 97750, а телефонният му код е 541.